# Revolverheld
Revolverheld je německá rocková skupina, která vznikla pod jménem Manga v létě roku 2003 v Hamburku. Na podzim roku 2004 se přejmenovali na Tsunamikiller. Po neštěstí v roce 2004 se nakonec přejmenovali na Revolverheld.

## Historie
Revolverheld začínali svou kariéru na společných koncertech s Donots, Silbermond a Udem Lindenbergem a byli také předskokany skupiny Die Happy. S jejich songem Rock n´Roll si jich začala všímat první rádia. V roce 2004 byli přijati do projektu Popové akademie Baden-Württemberg. Ve stejném roce začali spolupracovat se svým nynějším manažerem Saschou Stadlerem. V únoru roku 2005 podepsali nahrávací smlouvu se Sony BMG
Jejich první singl Generation Rock dosáhl hned na poprvé do německé hitparády. Debutové album vyšlo v září 2005, druhý singl z alba byla rocková balada Die Welt steht still, která se hned v prvním týdnu dostala na 16. místo německé hitparády. Na začátku roku 2006 vyšel jejich třetí singl Freunde bleiben, se kterým zastupovali spolkovou zemi Brémy, Bundesvision Song Contest 2006 (tj. hudební soutěž mezi jednotlivými spolkovými zeměmi) a obsadili druhé místo. Jejich třetí singl Mit dir chilln vyhrál při internetovém hlasování hudební cenu Eins Live Krone jako nejlepší nováček roku 2006, s 41,1% z celkového počtu hlasů.
Za písničku "Halt Dich An Mir Fest" s Martou Jandovou (Die Happy) získali v roce 2011 zlatou desku.

## Členové

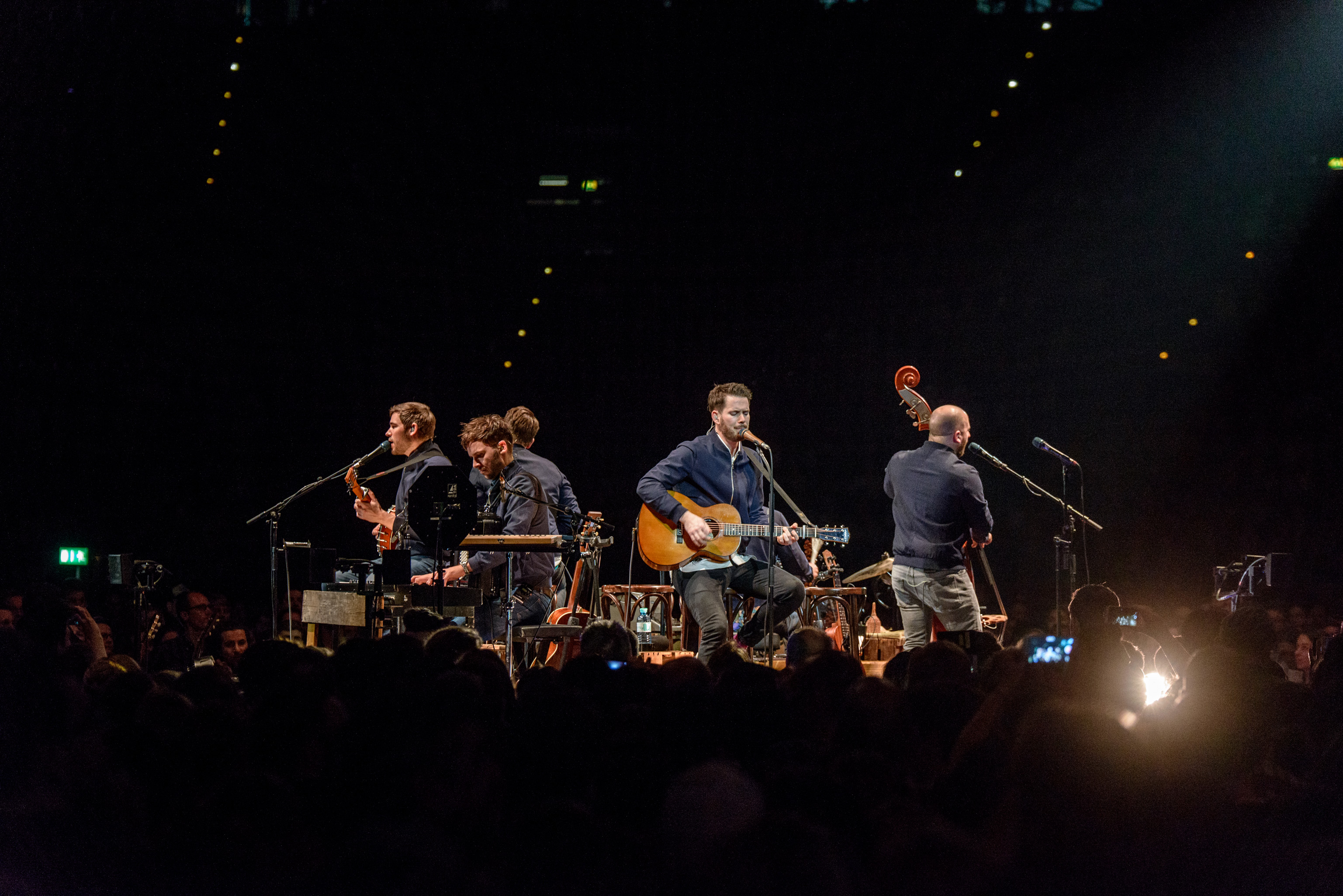
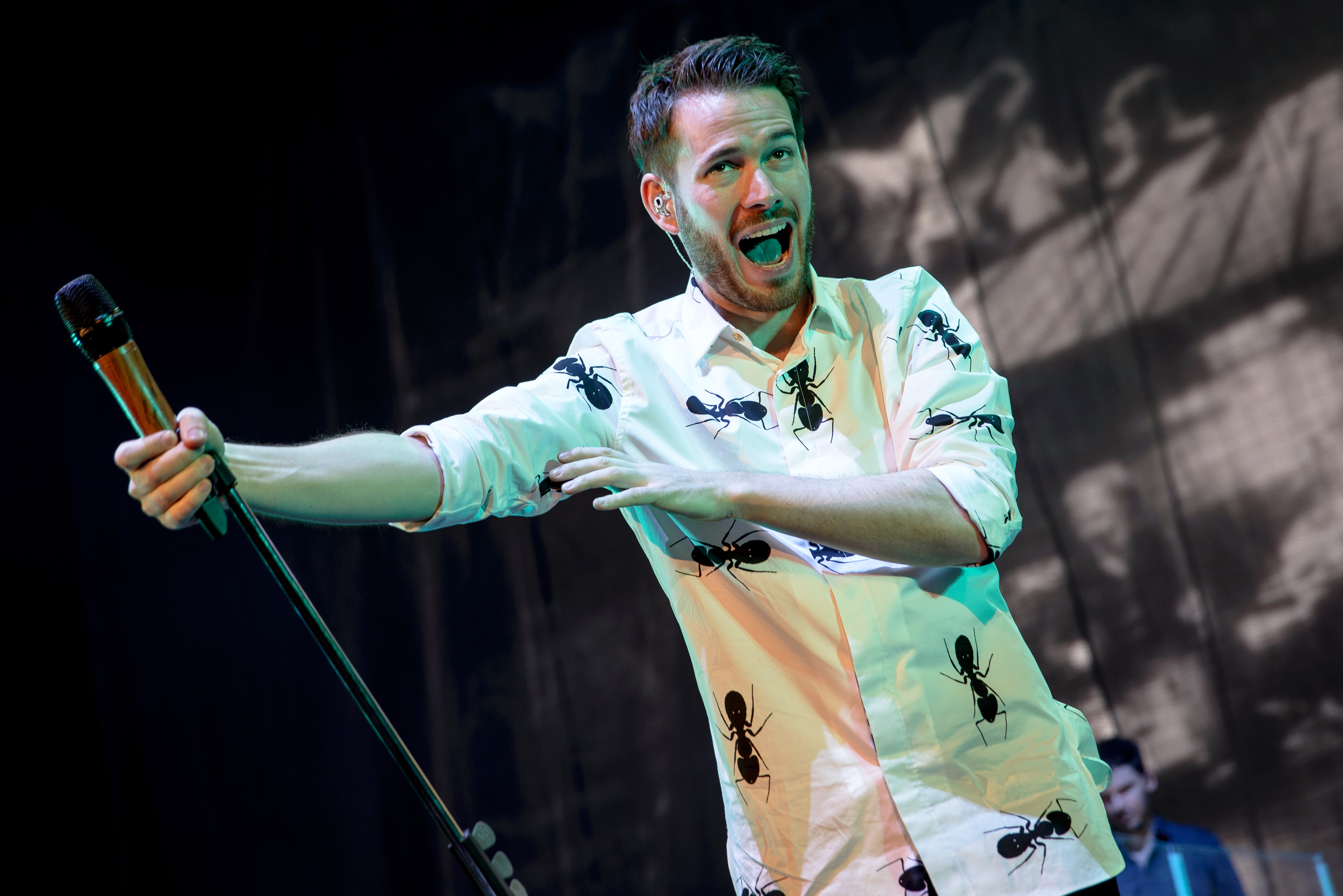
Johannes Strate
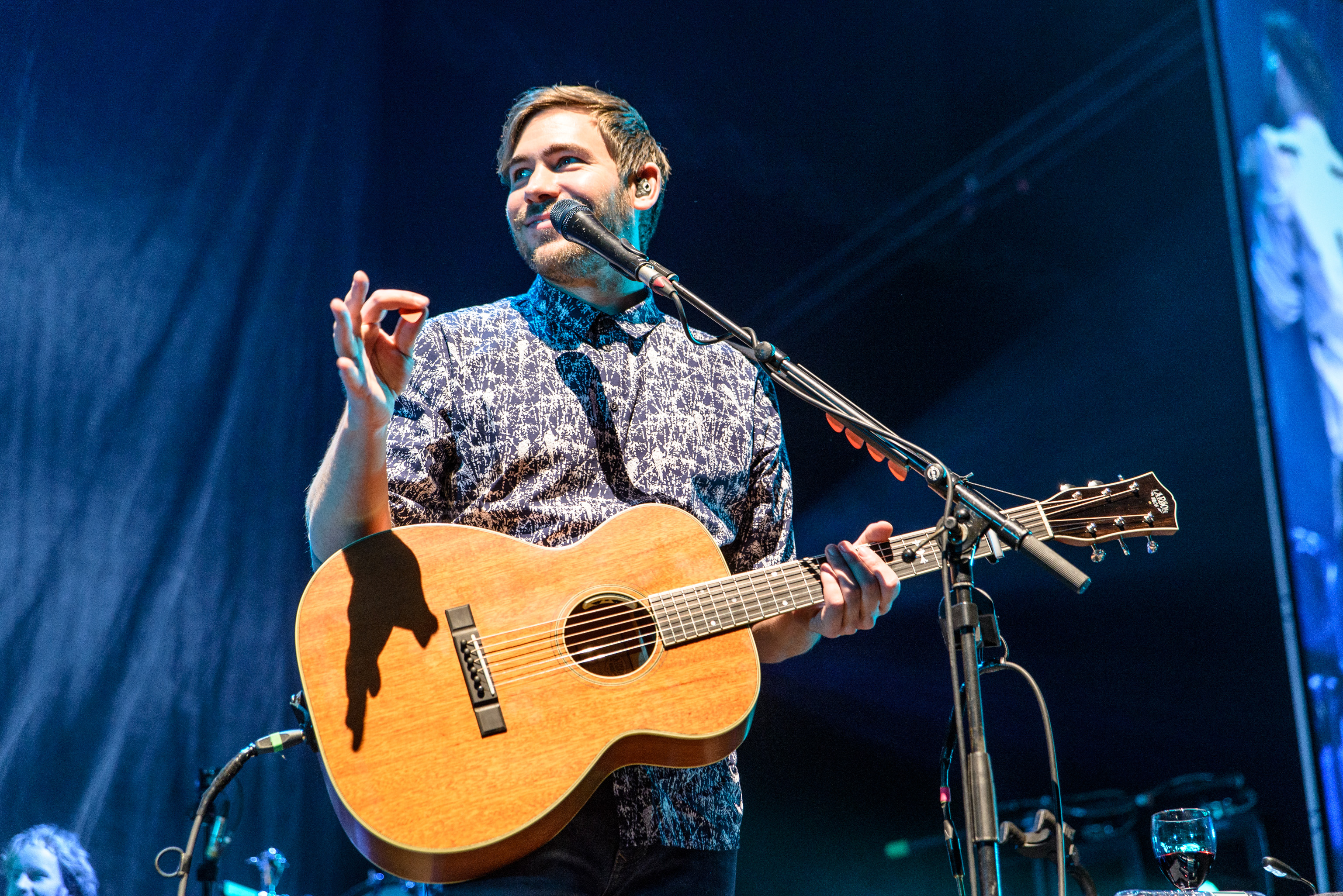
Niels Grötsch
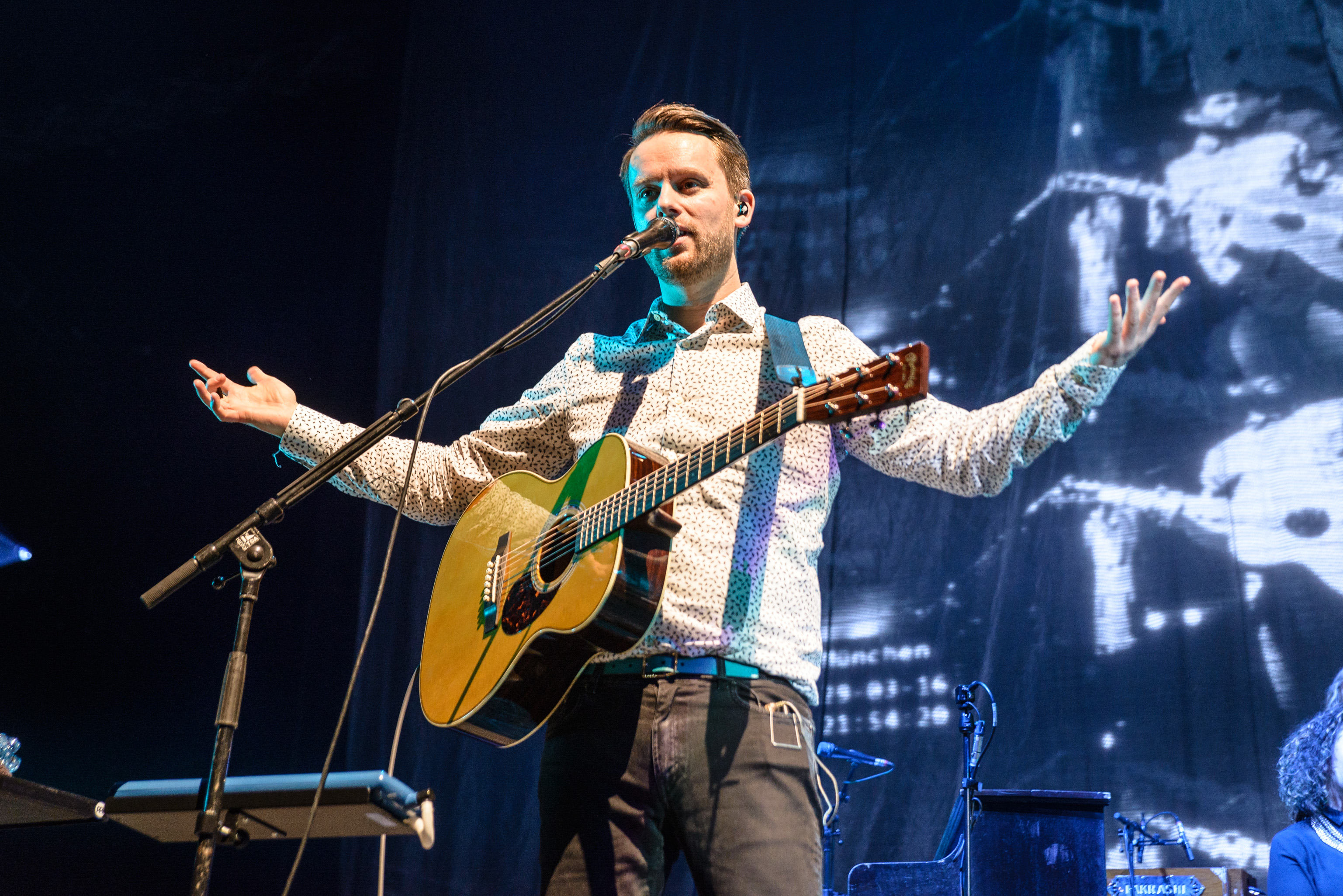
Kristoffer Hünecke

- Johannes Strate (* 17. března 1980) je zpěvákem skupiny Revolverheld, vyrostl v Worpswede, jeho otec byl učitel na gymnáziu, kytarista a zpěvák, matka hráčka na klavír. V deseti letech začal hrát na kytaru a ve čtrnácti založil první kapelu Second Floor, v roce 2002 navštěvoval popový kurs v Hamburku.
- Kristoffer Hünecke (* 12. května 1976) je zpěvákem a kytaristou, mimo kapelu pracuje ještě jako tenisový trenér.
- Niels Grötsch (* 22. dubna 1980) je zpěvák a kytarista, na kytaru začal hrát už v devíti, poté pět let navštěvoval klasické kytarové vyučování, ve čtrnácti letech přišel do školní skupiny E-Gitarrenunterrricht. Po několika menších skupinách vytvořil společně s Jakobem Sinnem a Kristofferem Hüneckem skupinu Freiraum.
- Jakob Sinn (* 20. prosince 1980) je bubeník. V deseti letech začal hrát na bubny a chodil i na výuku hry na bicí, později dával sám hodiny a mimoto pracoval ještě jako model.
- Florian „Flo“ Speer (* 10. června 1977) hraje na basovou kytaru. Od devíti let chodil na hodiny hry na kytaru, na basovou kytaru se naučil sám, po několika menších skupinách přišel nakonec do Revolverheld.